# Leny Breederveld
Leny Breederveld, née le 4 février 1951 à  Amsterdam, est une actrice néerlandaise.

## Filmographie
- 1990 : Han de Wit de Joost Ranzijn : Dokter
- 1992 : Les Habitants  de Alex van Warmerdam[2]
- 1998 : FL 19,99 de Mart Dominicus : Bezorgde moeder[3]
- 2005 : The Driving Test de Tallulah H. Schwab : Lana Roos[4]
- 2005 : Bonkers de Martin Koolhoven : Grand-mère[5]
- 2007 : Pas sérieux s'abstenir de Miel Van Hoogenbemt : Ada[6]
- 2010]: Fuchsia, la petite sorcière de Johan Nijenhuis : Burgemeester[7]
- 2010 : Licht de Andre Schreuders[8]
- 2011 : Taking Chances de Nicole van Kilsdonk : Lies[9]
- 2011 : Sonny Boy de Maria Peters : la mère de Rika
- 2012 : Plan C de Max Porcelijn : Irma[10]
- 2013 : Devastated by Love de Ari Deelder : Esther[11]
- 2013 : Pony Place de Joost Reijmers : Koba[12]
- 2013 : De Wederopstanding van een Klootzak de Guido van Driel : Sientje[13]
- 2014 : In jouw naam de Marco van Geffen et Jean-Claude Van Rijckeghem : La mère de Els[14]
- 2016 : The Day My Father Became a Bush de Nicole van Kilsdonk : General's wife[15]